# غوکاش آبگاروویچ
غوکاش ماریا آبگاروویچ ( انگلیسی: Łukasz Maria Abgarowicz؛ زادهٔ ۱۸ اکتبر ۱۹۴۹) سیاست‌مدار ارمنی‌تبار اهل لهستان است که از سال ۲۰۰۷ تا ۲۰۰۷ عضو دوره‌های چهارم و پنجم سیم بود.

## زندگی‌نامه
وی در  ۱۸ اکتبر ۱۹۴۹ ‏در بیدگوشچ از والدینی به‌نام‌های فرانچیشک و آنا به دنیا آمد و از دانشگاه علوم زیستی ورشو فارغ‌التحصیل گشت. از سال ۱۹۸۰ تا ۱۹۸۰ عضو اتحادیه همبستگی سولیدارنوشچ بود.